# كينيث فريمان
كينيث فريمان (بالإنجليزية: K. Todd Freeman)‏ هو ممثل أمريكي، ولد في 9 يوليو 1965 بهيوستن في الولايات المتحدة.

## أعمال

### أفلام
- (1999) قوانين منزل سايدر[5]
- (2014) سلاحف النينجا[6][7][8][9]

### مسلسلات
- سلسلة من الأحداث السيئة

## ترشيحات
- جائزة توني لأفضل ممثل في مسرحية [الإنجليزية]‏ (1993)
- جائزة توني لأفضل ممثل في مسرحية [الإنجليزية]‏ (2015)

## وصلات خارجية
- كينيث فريمان على موقع IMDb (الإنجليزية)
- كينيث فريمان على موقع قاعدة بيانات برودواي على الإنترنت (الإنجليزية)
- كينيث فريمان على موقع قاعدة بيانات الفيلم (الإنجليزية)